# 鋪道行動
海堤行动（英語：Operation Causeway）是第二次世界大战后期太平洋战争中，美国曾经计划的入侵日治台灣的登陆行动。1944年夏季美军占领马里亚纳群岛后，该计划被作为继续向日本本土进军的可选方案納入考量。但针对台湾的登陆行动最终被取消，改为空中轰炸台湾，登陆琉球群岛、菲律宾及硫磺岛。

## 背景
在第二次世界大战的太平洋戰場，日本統治下的台灣一直是其重要的戰略支點，一方面台灣優越的地理位置成為了日本南進戰略的跳板，另一方面台灣社會也為日本提供了戰爭所需的各種戰略物資以及兵員。當戰線隨著美軍的“跳島”戰術取得成功，以及英軍在歐洲戰線壓力減緩，預備重返亞洲，在台灣進行登陸作戰便在魁北克會議上成為英軍與美軍考量的首選方案。

## 提出
時任美国海军作战部长欧内斯特·金與尼米茲是該計劃的主要支持者。美方認為，若能奪取台灣，將為日後針對日本本土的行動——包括空襲與登陸——提供便利。另一方面，無論是象征意義還是實際作用，美軍奪取台灣都能更好支援中國抗日戰場。

## 计划
考虑到台湾岛的面积，以及登陆行动中，入侵部队数量至少应该是防守部队数量三倍的惯例，登陆台湾所需的美军人数将接近50万（包括陆、海、空和后勤支持），其中登陸部隊包括30萬2000名美国陆军和10萬名海军陆战队人員。登陆场设定在台湾南部海岸高雄和墾丁之间，登陆部队将从四个滩头登陆，首先建立对台湾南部三分之一区域的控制，然后沿着西海岸向北前进，向台北的日本殖民行政中心前进。最终，在2~3个月内，实现对全岛的实际军事占领。
由於美軍無法抽調足夠的資源執行該计划，1944年6月該计划縮小作戰目標，只攻佔台灣南部，並以廈門灣取代澎湖。

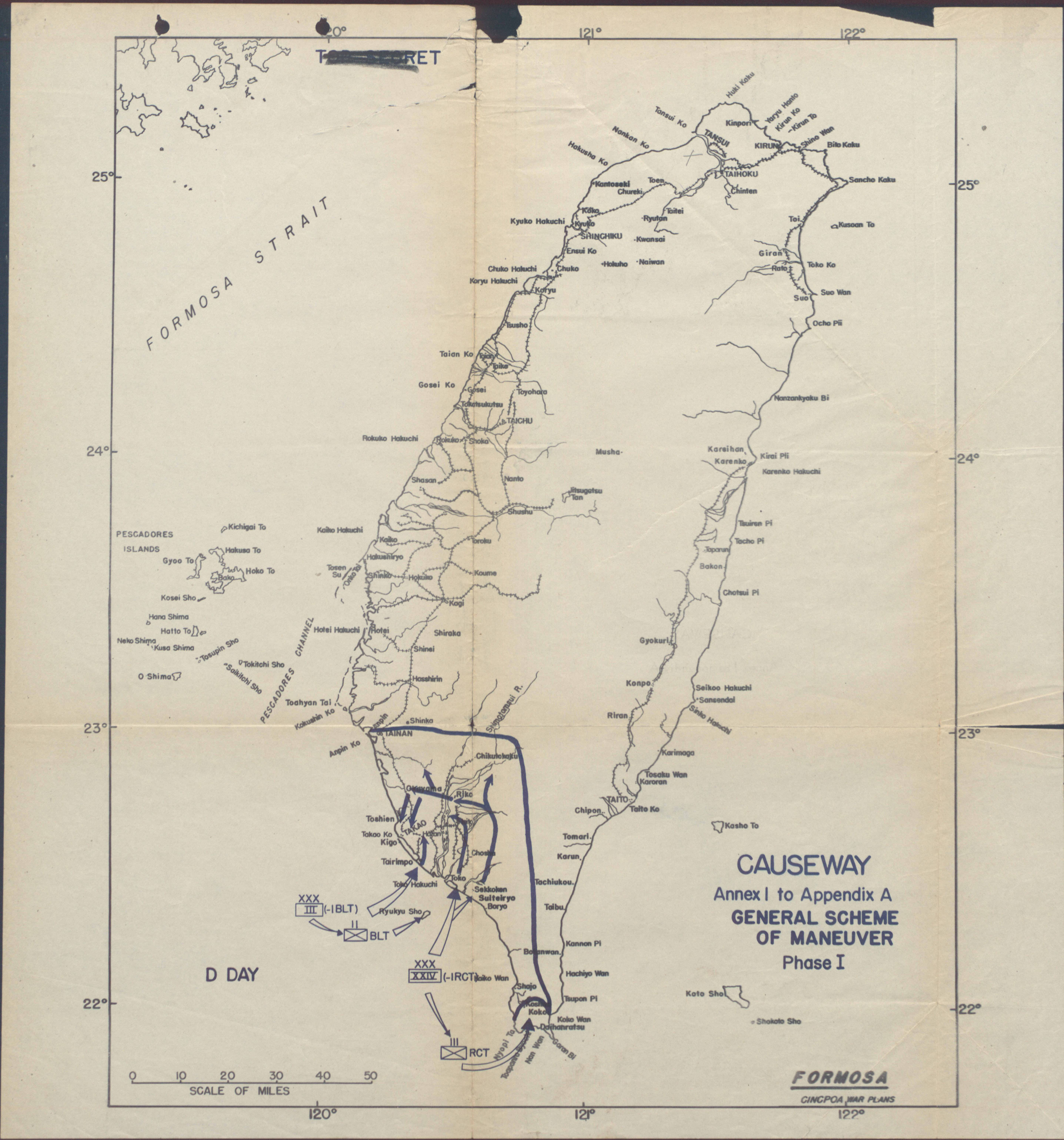
海堤行动第一阶段示意图

### 日程
- 战前准备：使用潜艇、空中打击，瘫痪台湾岛及澎湖群岛的海上与空中交通。
- 登陆前3日：航母開始自台南外海发起空中攻击，火力准备開始。
- 登陆前2日：數百艘炮艇加入轟炸，將與來自航母的空襲互相配合。
- 登陆日：美国陆军與美國海軍陸戰隊將在台灣南部的墾丁、林邊、東港、大林蒲四個灘頭發起搶灘登陸，每個灘頭將分別負責機場、渡口等特定目標，奪取、佔領、保衛台灣西部平原的台南以南地帶。其中，墾丁的登陸部隊首先向東進攻，佔領東海岸的公館鎮（今屬屏东满州乡港口村），隨後建立一條沿中央山脈自墾丁自台南的防線；林邊的登陸部隊將分頭行動，一支將向北佔領“Kuan Hsing”的鐵路車站，另一支則向西運動，支援高雄附近的戰鬥；東港的登陸部隊將向北前進，佔領屏東及其鐵路車站；大林蒲的登陸部隊負責佔領鳳山，並投入奪取高雄的戰鬥。
- 在實現對台灣南部三分之一區域的控制後，代號“海蜂队”的美国海军工程营將興建用於攻擊台灣北部和日本本土的機場，預計將進駐戰鬥機與轟炸機。地面部隊則會以“掃蕩”的方式向北推進，主要佔領台灣西部平原。
- 登陆後20日：登陸馬祖群島。
- 登陸後40日：登陸中國大陸沿海地區，例如廈門。

## 取消
西南太平洋地区总司令麦克阿瑟上將反對海堤行动，因為這與他關心的重返菲律宾的登陸作戰存在競爭關係。第五艦隊指揮官斯普鲁恩斯上将也同意他的意見，認為登陆台湾完成全島攻佔估計需要高達七十萬兵員，必须仰赖从欧洲战场挑拨的兵员才能满足人数要求，故暫不具備可行性。在斯普魯恩斯的建議下，海堤行动于1944年下半年取消，美军后来跳过登陸台湾，在登陸硫磺島後，直接登陆了更靠近日本本土的琉球群岛。台灣成為了一個次要戰略目標，作戰方式改為實施空襲。此外，當時美軍情資對於台灣守備的軍力與火力存在嚴重低估，戰後實際日軍在台兵力是計劃設計時估算的至少三倍以上。

## 外部鏈接
- CAUSEWAY Joint Staff Study
- 以海堤行动為原型的图版戰棋：World at War #83 - Operation Causeway: Formosa 1944 （页面存档备份，存于）